# Transmission hertzienne

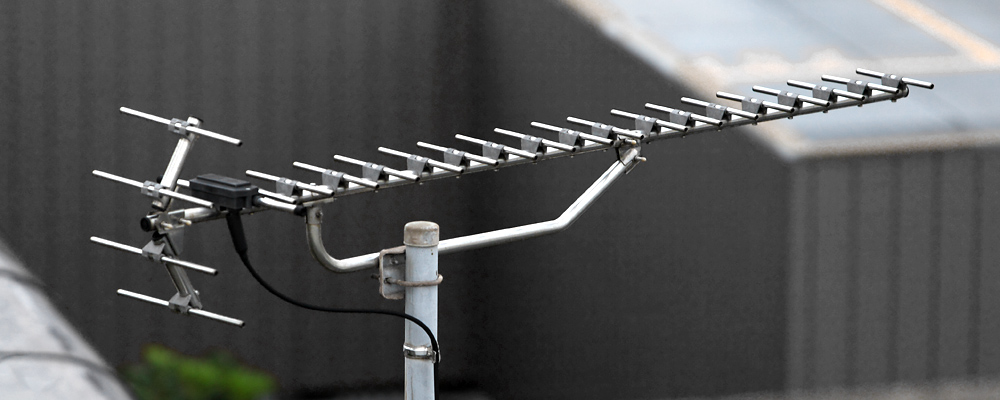
antenne UHF

La transmission hertzienne correspond à la diffusion, par l'intermédiaire d'ondes électromagnétiques, « des signaux de radio, de télévision ou de tout autre signal n'ayant pas besoin d'un support matériel pour être transmis et reçus par une antenne appropriée. ». Cela concerne aussi bien les transmissions terrestres que celles qui transitent par satellites. La télévision terrestre a été la première technologie utilisée pour la diffusion télévisuelle. La BBC a commencé à émettre en 1929 et en 1930, de nombreuses stations de radio avaient une programmation régulière de programmes de télévision expérimentaux. Cependant, ces premiers systèmes expérimentaux avaient une qualité d'image insuffisante pour attirer le public, en raison de leur technologie de balayage mécanique, et la télévision ne s'est répandue qu'après la Seconde Guerre mondiale avec l'avènement de la technologie de télévision à balayage électronique. 
L'Histoire des techniques de télévision fait l'objet d'un article séparé.

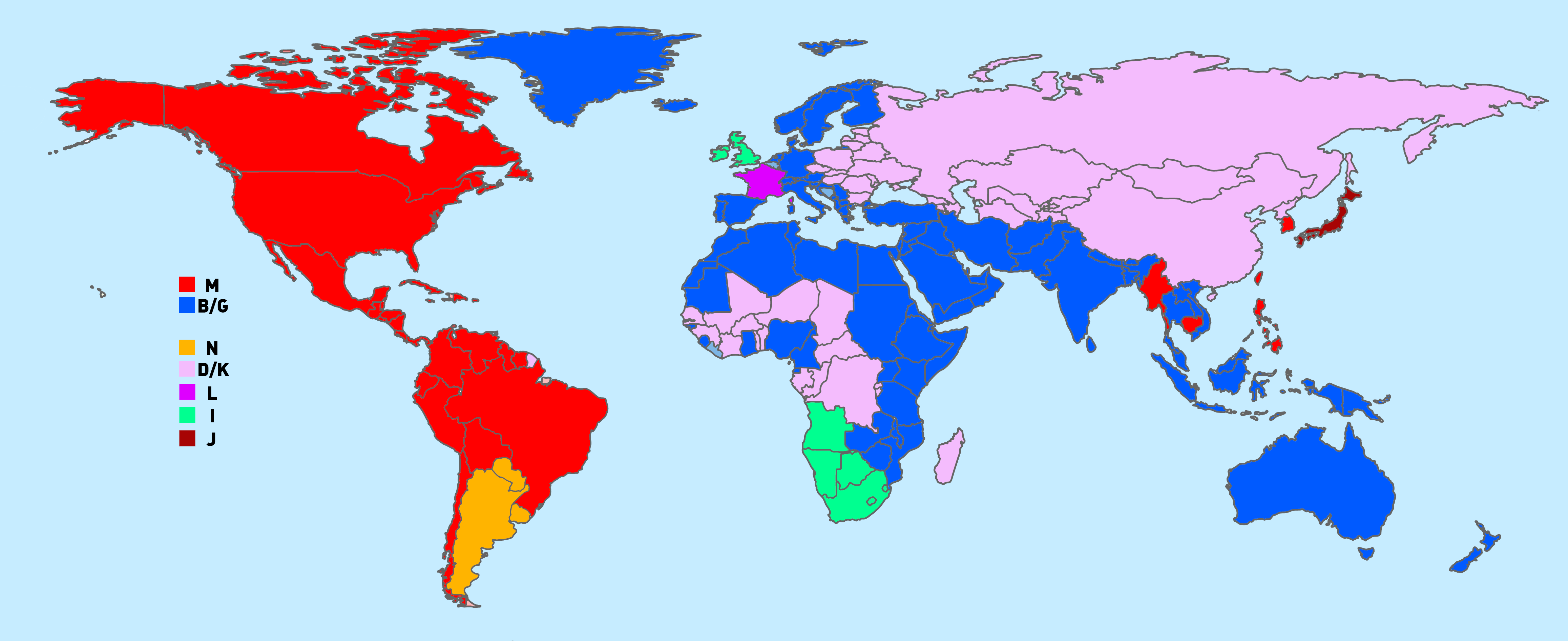
Carte mondiale de répartition par pays, des normes de télédiffusion analogique terrestre, symbolisées par une lettre. À ne pas confondre avec le standard couleur NTSC, PAL ou SÉCAM.

L'activité de diffusion télévisuelle a suivi le modèle des réseaux de radio, avec des stations de télévision locales dans les villes et les communes affiliées à des réseaux de télévision, soit commerciaux (aux États-Unis), soit contrôlés par le gouvernement (en Europe), qui fournissaient du contenu. Les émissions de télévision étaient en noir et blanc jusqu'au passage à la télévision couleur dans les années 1950 et 1960. Il n'y avait pas d'autre méthode de diffusion de la télévision avant les années 1950, avec les débuts de la télévision par câble et de la télévision par antenne communautaire (CATV).

## Types de transmissions inclus
Les transmissions hertziennes regroupent :
- la radiodiffusion : 
  - la radio analogique (d'abord en modulation d'amplitude puis, en modulation de fréquence), la radio numérique terrestre (DAB) et la radio numérique satellitaire ;
  - la télévision terrestre (TAT et TNT) ainsi que la télévision par satellite Télévision numérique par satellite (TNS) ;
- les faisceaux hertziens ;

## Modes d'émission
Les modes de diffusion radio par transmission hertzienne sont multiples, regroupant différentes techniques de modulation des ondes :
- La modulation d'amplitude (AM) ;
- La modulation de fréquence (FM) ;
- La modulation de phase (PM) ;
- L'OFDM utilisé pour le DAB+ (Radio Numérique Terrestre) depuis le 20 juin 2014 à Paris, Marseille et Nice.

D'autre part, les différents modes de diffusion TV, bandes de fréquences et modulations sont :
- La télévision terrestre par émetteurs et réémetteurs
  - en télévision analogique terrestre (TAT), le signal vidéo composite est modulé selon une norme désignée par une lettre (L, L', K, K', B, G, I, ...) et exploite un standard vidéo couleurs PAL, Secam ou NTSC.
Ce mode n'existe plus en France depuis le 29 novembre 2011 date de passage au "tout-numérique",
  - en télévision numérique terrestre (TNT), la modulation est de type QPSK, OFDM et les signaux vidéo (PAL ou NTSC) sont encodés et compressés aux formats MPEG-2 ou MPEG-4.
- La Télévision mobile personnelle ou TMP.
- La télévision par MMDS, dont l'usage est rare sauf dans certains pays du sud (Afrique et Asie).

Aucune autorisation n'est généralement nécessaire à ce type de réception TV mais un régime déclaratif est en vigueur dans de nombreux pays assujettis à la redevance (Taxe). En revanche, les diffuseurs doivent disposer d'une autorisation des autorités de régulation ou déclarer cette diffusion (satellite) pour réaliser les transmissions.

## Types de transmissions exclus
Dans le cas des distributions par réseau filaire, les signaux sont acheminés directement, aux seuls ayants droit, par un lien physique, comme pour la télévision par câble, la télévision par ADSL et la télévision par Courants porteurs en ligne mais aussi tout ce qui transite par Internet.
En d'autres termes, la TV ADSL (norme IPTV) et la TV via les réseaux câblés (norme DVB-C et T) ou fibre optique ne sont pas assimilés aux chaînes dites hertziennes.